# The Master (película de 2012)
The Master (en México, The Master: Todo hombre necesita un guía) es una película dramática estadounidense de 2012 escrita, dirigida y coproducida por Paul Thomas Anderson y protagonizada por Joaquin Phoenix, Philip Seymour Hoffman y Amy Adams. La cinta cuenta la historia de Freddie Quell, un veterano de la Segunda Guerra Mundial que lucha por adaptarse a una sociedad de posguerra, cuando conoce a Lancaster Dodd, líder de un movimiento filosófico denominado La Causa. Dodd se interesa por Quell y lo acepta en el movimiento. Freddie demuestra interés por este, tanto que empieza a viajar con Dodd a lo largo de la costa este estadounidense para difundir sus enseñanzas.
Tras ser abandonada por Universal Studios, The Master fue producida por Annapurna Pictures y Ghoulardi Film Company y distribuida por The Weinstein Company. Con un presupuesto cercano a los 30 millones de dólares, comenzó a filmarse en junio de 2011. La fotografía estuvo a cargo de Mihai Malăimare Jr., mientras Jonny Greenwood aportó la música y Leslie Jones y Peter McNulty trabajaron como editores. La película está inspirada en parte por la biografía del fundador de la cienciología, L. Ron Hubbard, pero también se basa en extractos de There Will Be Blood, en historias que Jason Robards le contó a Anderson sobre sus días de bebedor en la Marina durante la guerra y en la biografía de John Steinbeck.[cita requerida]
Su primera presentación al público se hizo el 3 de agosto de 2012 en la Cinemateca Americana, donde se estrenó en formato de 70 milímetros (70 mm). Se proyectó en otras ciudades antes de su estreno oficial, el 1 de septiembre de 2012 en el Festival Internacional de Cine de Venecia, donde ganó el Premio de la Federación Internacional de la Prensa Cinematográfica (Fipresci) a la mejor película. The Master se lanzó el 14 de septiembre de 2012 en Estados Unidos y fue bien recibida por la crítica. Además, obtuvo nominaciones a los Premios Óscar por las actuaciones de Phoenix, Hoffman y Adams.

## Argumento
Ambientada en la década de los años 1950, la película cuenta la historia de Freddie Quell, un veterano de la Segunda Guerra Mundial alcohólico, obsesionado con el sexo, que sufre de trastorno por estrés postraumático y que se esfuerza por adaptarse a una sociedad de posguerra.
Primero, Quell se emplea como fotógrafo de retratos en una tienda local, pero pronto es despedido por pelearse con un cliente. Freddie encuentra trabajo entonces en una granja de coles, pero una bebida alcohólica que fabrica de manera casera envenena a uno de los trabajadores inmigrantes y es expulsado de la plantación.
Una noche, intoxicado, Freddie se resguarda en el yate de Lancaster Dodd, el líder de un movimiento filosófico conocido como La Causa. Cuando es descubierto, Dodd invita a Freddie a quedarse y asistir a la boda de su hija Elizabeth, siempre y cuando fabrique para él su misteriosa bebida casera (cuyos ingredientes incluyen disolvente de pintura), por la que Dodd termina desarrollando alguna adicción. Dodd inicia con Freddie un ejercicio llamado "tratamiento", consistente en una ráfaga de inquietantes preguntas de índole psicológica con el fin de que Freddie logre superar sus traumas del pasado. Freddie revela que su padre ha muerto, que su madre está internada en un asilo de enfermos mentales, que él probablemente tuvo una relación incestuosa con su tía y que abandonó al amor de su vida, una joven llamada Doris (Madisen Beaty), quien le escribió mientras estaba en la guerra. Freddie se siente cautivado entonces por Dodd, quien no se inmuta por las revelaciones abyectas de aquel y le ve potencial. Quell viaja con la familia de Dodd por toda la costa este de Estados Unidos para propagar las enseñanzas de La Causa y se hospeda con ésta en las casas de varias mujeres atraídas al movimiento. Sin embargo, ni el comportamiento violento y errático de Freddie ni su alcoholismo parecen mejorar. En una cena en Nueva York, un hombre cuestiona las enseñanzas de Dodd, por lo que esa noche Freddie lo persigue hasta su hotel y lo ataca a golpes.
Otros miembros de La Causa empiezan a preocuparse por el comportamiento de Quell, pese al favoritismo que Dodd le profesa. Mientras son huéspedes de un acólito en Filadelfia, Peggy (Adams), la esposa de Dodd, le pide a Freddie que deje de beber si desea permanecer en el movimiento. Freddie asiente y promete cambiar. Sin embargo, no hay en él una verdadera intención de cumplir su palabra. El exsoldado critica a Val (Jesse Plemons), el hijo de Dodd, por desatender las enseñanzas de su padre, pero el hijo le revela a Freddie que las enseñanzas de su padre no son más que improvisaciones, a lo que Quell responde con cierta violencia. Dodd es arrestado por practicar medicina de manera ilegal después de que una de sus antiguas anfitrionas cambiara de parecer respecto a La Causa. Freddie también es aprehendido por agredir a los policías. En la celda adyacente a Dodd, Freddie rompe el inodoro y se golpea contra los barrotes y contra su litera en un arranque de rabia mientras Dodd trata de calmarlo. Freddie cuestiona todo lo que Dodd le ha enseñado y lo acusa de ser un farsante. Los dos hombres intercambian insultos hasta que Dodd le da la espalda. No obstante, se reconcilian después de su liberación, aunque los miembros de La Causa se han vuelto desconfiados y temerosos de Quell, a quien llegan a considerar un insensato y hasta un agente encubierto.
Freddie se somete a tratamientos adicionales de La Causa, pero su ira se incrementa y se siente frustrado por la falta de resultados y por la repetición de los ejercicios. Finalmente pasa las pruebas, y Dodd lo abraza en señal de aprobación. Viajan a Phoenix para presentar el último libro de Dodd, donde el editor de este le manifiesta a Freddie la mala calidad del libro. Quell lo lleva a la calle y, lejos de la gente, lo agrede físicamente. Mientras tanto, Helen Sullivan (Laura Dern), anfitriona de Dodd en Filadelfia, confronta a este después de la presentación por decir en su nuevo libro que los miembros ahora deben "imaginar" (en lugar de "recordar", como acostumbraban hacer durante los ejercicios) las experiencias de "otras vidas". Dodd rebate airadamente. Luego, durante otro ejercicio en el que Freddie debe conducir una motocicleta a gran velocidad a través del desierto hacia un objeto en la distancia y volver, este se interna en el desierto y se pierde en el horizonte, de modo que abandona a Dodd y La Causa. Regresa a su pueblo natal para reavivar su relación con Doris, pero la madre de ésta le cuenta que ella, en los siete años desde la última vez que la vio, se casó y formó una familia en Alabama. Freddie se aleja decepcionado.
Después, mientras duerme en una sala de cine, Freddie sueña que Dodd lo llama por teléfono luego de haberlo localizado misteriosamente. Dodd le dice a Freddie que reside actualmente en Inglaterra y que Freddie debe reunirse con él lo más pronto posible. Toma literalmente el sueño y atraviesa el Atlántico para reunirse con Dodd. Cuando llega, descubre que Val continúa la labor de su padre y que Elizabeth (Ambyr Childers), la hija, ha sido expulsada del movimiento. Dodd parece feliz de verlo, pero Peggy le dice que Freddie no tiene intención de mejorar y que ya no debería pertenecer a La Causa. El líder finalmente le da la razón a su esposa y considera que Freddie debe seguir su camino, por lo que le pone un ultimátum: se queda con La Causa y se dedica a ella de lleno por el resto de su vida o se va y no regresa jamás. Freddie se decanta por la segunda opción. Lejos de allí, conoce a una mujer en un bar y, mientras tiene relaciones sexuales con ella, le recita las preguntas de su primer ejercicio con Dodd. La película termina cuando Freddie recuerda la playa, mientras se acurruca a la par de la figura de arena de una mujer hecha por su compañero de la Marina durante la guerra.

## Reparto
| Actor                  | Personaje                            |
| ---------------------- | ------------------------------------ |
| Joaquin Phoenix        | Freddie Quell                        |
| Philip Seymour Hoffman | Lancaster Dodd                       |
| Amy Adams              | Peggy Dodd                           |
| Ambyr Childers         | Elizabeth Dodd, la hija de Lancaster |
| Jesse Plemons          | Val Dodd, el hijo de Lancaster       |
| Rami Malek             | Clark, yerno de Lancaster            |
| Laura Dern             | Helen Sullivan                       |
| Madisen Beaty          | Doris Solstad                        |
| Lena Endre             | la señora Solstad                    |
| Kevin J. O'Connor      | Bill William                         |
| Amy Ferguson           | Martha, la vendedora                 |
| Joshua Close           | Wayne Gregory                        |
| Patty McCormack        | Mildred Drummond                     |
| Fiona Dourif           | una bailarina                        |
| David Warshofsky       | un policía de Filadelfia             |
| Steven Wiig            | un seguidor en Filadelfia            |
| W. Earl Brown          | un empresario                        |

## Producción

### Guion
Se supo por primera vez en diciembre del 2009 que Anderson había estado trabajando en un guion sobre el fundador de una organización religiosa (que se describía como similar a la cienciología), interpretado por Phillip Seymour Hoffman. Un socio de Anderson declaró que la idea de la película había estado en la cabeza de Anderson durante unos 12 años. La idea de la película le vino después de leer una cita que aseguraba que los períodos posteriores a las guerras eran tiempos productivos para la fundación de nuevos movimientos espirituales.
Cuando comenzó a escribir el guion, Anderson no tenía una idea clara de cómo sería, su trama o su final, pero la historia fue complementándose y tomando forma conforme iba redactándola. Para escribir el guion, Anderson combinó escenas sin usar de los primeros esbozos de There Will Be Blood, historias que Jason Robards le contó en el set de Magnolia sobre sus días de consumo de alcohol en la Marina durante la guerra y las historias de la vida de John Steinbeck y L. Ron Hubbard. Anderson realizó una investigación acerca de la dianética y sus primeros seguidores. Mientras redactaba, Anderson le pedía a Hoffman que leyera partes del guion y opinara al respecto, por lo que Hoffman le sugirió que la película debía ser la historia de Freddie, y no la de Lancaster. Después de que la película fuera abandonada por Universal Studios y no se pudiera conseguir otro distribuidor, Anderson hizo varias rescrituras del guion.

### Reparto
Hoffman fue anunciado como el protagonista en el papel principal interpretando a Lancaster Dodd, junto a Jeremy Renner como Freddie Quell. Posteriormente Renner informó que ya no protagonizaría la película. Hubo rumores de que James Franco fue considerado para el papel, pero finalmente Joaquin Phoenix fue anunciado oficialmente como protagonista. Este personaje es visto por algunos críticos como un antecedente de la interpretación de Phoenix en Joker. Reese Witherspoon fue convocada para el papel de Mary Sue Dodd, pero finalmente Amy Adams fue seleccionada para este rol. Para el papel de la hija de Dodd fueron consideradas Amanda Seyfried, Emma Stone y Deborah Ann Woll, pero se inclinaron por la joven Ambyr Childers. Anderson dijo que él sabía desde el principio que quería a Hoffman para el papel de Dodd y había pensado en Phoenix para el papel de Freddie.

### Filmación
El rodaje estaba programado para empezar en agosto de 2010 con Renner y Hoffman como protagonistas, pero fue aplazada indefinidamente en septiembre de 2010. En mayo de 2011, después de obtener financiación, se le dio aprobación a la película para ser desarrollada y la filmación comenzó a principios de junio de 2011 en Vallejo y Sacramento (California). La filmación tuvo lugar en Mare Island durante un mes, con un antiguo hospital y la mansión vacía de un almirante siendo utilizadas para algunas escenas. El yate presidencial de Franklin Delano Roosevelt y el USS Potomac fueron utilizados para la filmación de las escenas a bordo del yate. A finales de junio de 2011 la filmación se llevó a cabo en la escuela Hillside Elementary School, en Berkeley (California).
La película fue rodada en película de 65 mm utilizando cámaras Panavision System 65. Fue la primera película de ficción rodada en 65 mm desde Hamlet, de Kenneth Branagh, en 1996. Mihai Malaimare Jr. trabajó como director de fotografía, por lo que The Master es la primera película de Anderson en la que no trabaja con Robert Elswit como director de fotografía. El equipo de filmación utilizó tres cámaras Panavision de 65 mm durante el rodaje, y en ocasiones contaban con la asistencia de un representante de Panavision en el set para ayudar con los problemas técnicos de las cámaras. Originalmente Anderson y Malaimare planeaban rodar principalmente retratos en 65 mm, lo que constituía el 20% de la película, pero al final el 85% de la película fue filmada en este formato. El resto de la película fue filmada en 35 mm con cámaras Panavision Milenio XL2s, a menudo utilizada para las escenas que requerían una “imagen rústica”. Con el fin de mantener una constante relación de aspecto, el material 65 mm fue recortado de 2.20:1 a 1.85:1 para que coincidiera con las imágenes de 35 mm. La mayoría de las películas fotográficas usadas fueron KODAK VISION3 50D/5203 y KODAK VISION3 200T/5213, aunque en algunas escenas se utilizaron películas KODAK VISION3 250D/5207 y KODAK VISION3 500T/5219.

### Banda sonora
Jonny Greenwood, integrante de la banda Radiohead, compuso la banda sonora para esta película. Esta fue la segunda vez que Greenwood compuso para una película de Anderson, siendo la primera There Will Be Blood, lanzada en diciembre de 2007. La banda sonora incluye 11 composiciones de Greenwood, junto con cuatro grabaciones de la época en que se ambienta la película. Los artistas incluyen a la Orquesta Contemporánea de Londres y a Ella Fitzgerald, entre otros.

#### Lista de canciones
Toda la música compuesta por Jonny Greenwood, excepto como se señaló anteriormente. 
| N.º   | Título                                                     | Artista         | Duración |  |
| 1.    | «Overtones»                                                |                 | 2:20     |  |
| 2.    | «Time Hole»                                                |                 | 1:42     |  |
| 3.    | «Back Beyond»                                              |                 | 3:42     |  |
| 4.    | «Get Thee Behind Me Satan»                                 | Ella Fitzgerald | 3:47     |  |
| 5.    | «Alethia»                                                  |                 | 4:06     |  |
| 6.    | «Don't Sit Under the Apple Tree (With Anyone Else but Me)» | Madisen Beaty   | 1:36     |  |
| 7.    | «Atomic Healer»                                            |                 | 1:24     |  |
| 8.    | «Able-Bodied Seamen»                                       |                 | 3:54     |  |
| 9.    | «The Split Saber»                                          |                 | 3:41     |  |
| 10.   | «Baton Sparks»                                             |                 | 2:20     |  |
| 11.   | «No Other Love»                                            | Jo Stafford     | 3:00     |  |
| 12.   | «His Master's Voice»                                       |                 | 3:34     |  |
| 13.   | «Application 45 Version 1»                                 |                 | 5:40     |  |
| 14.   | «Changing Partners»                                        | Helen Forrest   | 2:42     |  |
| 15.   | «Sweetness of Freddie»                                     |                 | 3:25     |  |
| 46:41 |                                                            |                 |          |  |

## Lanzamiento

### Distribución
Inicialmente The Master se concretó con Universal pero, al igual que The Weinstein Company, finalmente rechazó el proyecto por inconformidad con el guion. La razón principal de que Universal rechazara el proyecto fue que el presupuesto era demasiado alto (alrededor de 35 millones de dólares). Posteriormente se informó que River Road Entertainment, de Bill Pohlad, financiaría completamente la película. En febrero de 2011 se supo que Megan Ellison, hija del multimillonario Larry Ellison, financiaría The Master y la adaptación de Anderson de la novela Inherent Vice, bajo su nueva productora Annapurna Pictures. Harvey Weinstein más tarde adquirió los derechos mundiales de la película, en mayo de 2011.

### Comercialización
El primer cartel publicitario de expectativa de la película apareció en mayo de 2011 en el Festival de Cine de Cannes bajo el título Untitled Paul Thomas Anderson Project. El segundo cartel promocional de la película apareció en noviembre de 2011 en el American Film Market con el mismo título. El 21 de mayo de 2012 un tráiler corto con Joaquin Phoenix se emitió en línea y varios minutos del metraje de la película se mostraron en el Festival de Cine de Cannes de 2012. Un segundo tráiler corto fue proyectado el 19 de junio de 2012, en el que aparecían Phoenix, Philip Seymour Hoffman y Amy Adams. El 19 de julio de 2012 el tráiler oficial fue publicado en línea por The Weinstein Company. La película recibió una calificación R en Estados Unidos por la Asociación Cinematográfica de Estados Unidos.

## Recepción

### Taquilla
The Master recaudó 242 127 dólares en cinco cines estadounidenses en su primer día de estreno el 14 de septiembre de 2012, estableciendo un récord de recaudación diario para una película de cine arte. En general, la película recaudó 736 311 dólares en cinco cines de aquel país para un promedio por cine de 147 262 dólares, estableciendo un récord para el promedio más alto para una película de imagen real. Durante su primera semana en todo el país, la película ganó en total 4,4 millones de dólares en 788 salas de cine.

### Crítica

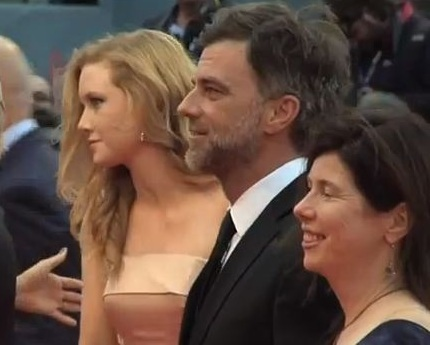
Reparto de The Master en el Festival de Cine de Venecia de 2012.

La mayoría de las críticas que recibió The Master fueron positivas. El sitio web especializado Rotten Tomatoes informó que el 86% de 210 análisis de los críticos de cine dio una opinión positiva, con un promedio de 8,1 sobre 10, mientras que los usuarios la calificaron con un promedio de 3,4 sobre 5, de un total de votos de 32 613. En el sitio web Metacritic la película recibió una calificación de 86 sobre 100 basada en 43 análisis, considerándola como «universalmente aclamada». Los sitios web IMDb y FilmAffinity la calificaron con 7,7 / 10 (14 618 votos) y 6,6 / 10 (2785 votos), respectivamente. Kenneth Turan, del Los Angeles Times, dio a la película una crítica positiva, elogiando tanto la dirección de Anderson como el desempeño de Phoenix, afirmando que «Phoenix, conocido por sumergirse en papeles nominados al Óscar como Gladiator y Walk the Line, hace que Quell sea tremendamente convincente». Sobre la película dijo: «Toma algo de tiempo acostumbrarse a The Master. Es una película magníficamente diseñada y a veces deliberadamente incomprensible, como si su creador no quisiera que viéramos todo dentro de su oscuro núcleo. Es una película cargada de momentos intensos y de acción insuperable, pero su interés no está en la satisfacción de un relato pulcro, sino más bien de los excesos y los extremos de la conducta humana, la interacción de las almas atribuladas desesperadas por encontrar su equilibrio». Lisa Schwarzbaum, de Entertainment Weekly, dio a la película un perfecto grado "A", declarando: «Es también una de las grandes películas del año - ambiciosa, desafiante, creativamente apasionada y a la vez de tono fresco-, que selecciona de manera seria ideas complejas de la personalidad americana, el éxito, el desarraigo, la dinámica maestro-discípulo y la mutua destrucción de la relación padre-hijo». Peter Rainer, de Christian Science Monitor, también dio a la película una crítica positiva, afirmando que «las actuaciones de Phoenix y Hoffman son contrastantes. Phoenix se muestra errático e inseguro, mientras Hoffman le da a Dodd una serenidad intencional. Ambos actores rara vez son protagonistas en las películas. La verdadera magistralidad aquí está en la actuación, y eso incluye a casi todos los demás en la película, especialmente a Adams, cuya calidad de chica de reparto se utiliza en la película para darle un efecto subversivo».

## Premios y nominaciones
| Año  | Premio                                         | Categoría                                      | Receptor(es)                                                                 | Resultado |
| ---- | ---------------------------------------------- | ---------------------------------------------- | ---------------------------------------------------------------------------- | --------- |
| 2013 | Premios Óscar                                  | Mejor actor                                    | Joaquin Phoenix                                                              | Nominado  |
| 2013 | Premios Óscar                                  | Mejor actor de reparto                         | Philip Seymour Hoffman                                                       | Nominado  |
| 2013 | Premios Óscar                                  | Mejor actriz de reparto                        | Amy Adams                                                                    | Nominada  |
| 2013 | Premios BAFTA                                  | Mejor actor                                    | Joaquin Phoenix                                                              | Nominado  |
| 2013 | Premios BAFTA                                  | Mejor actor de reparto                         | Philip Seymour Hoffman                                                       | Nominado  |
| 2013 | Premios BAFTA                                  | Mejor actriz de reparto                        | Amy Adams                                                                    | Nominada  |
| 2013 | Premios BAFTA                                  | Mejor guion original                           | Paul Thomas Anderson                                                         | Nominado  |
| 2013 | Writers Guild of America Award                 | Mejor guion original                           | Paul Thomas Anderson                                                         | Nominado  |
| 2013 | Premios Globo de Oro                           | Mejor actor-drama                              | Joaquin Phoenix                                                              | Nominado  |
| 2013 | Premios Globo de Oro                           | Mejor actor de reparto                         | Philip Seymour Hoffman                                                       | Nominado  |
| 2013 | Premios Globo de Oro                           | Mejor actriz de reparto                        | Amy Adams                                                                    | Nominada  |
| 2013 | AACTA Awards                                   | Mejor actor                                    | Joaquin Phoenix                                                              | Nominado  |
| 2013 | AACTA Awards                                   | Mejor guion original                           | Paul Thomas Anderson                                                         | Nominado  |
| 2013 | Broadcast Film Critics Association             | Mejor actor de reparto                         | Philip Seymour Hoffman                                                       | Ganador   |
| 2013 | Broadcast Film Critics Association             | Mejor película                                 |                                                                              | Nominado  |
| 2013 | Broadcast Film Critics Association             | Mejor actor                                    | Joaquin Phoenix                                                              | Nominado  |
| 2013 | Broadcast Film Critics Association             | Mejor actriz de reparto                        | Amy Adams                                                                    | Nominada  |
| 2013 | Broadcast Film Critics Association             | Mejor guion original                           | Paul Thomas Anderson                                                         | Nominado  |
| 2013 | Broadcast Film Critics Association             | Mejor fotografía                               | Mihai Malăimare Jr.                                                          | Nominado  |
| 2013 | Broadcast Film Critics Association             | Mejor banda sonora                             | Jonny Greenwood                                                              | Nominado  |
| 2013 | Central Ohio Film Critics Association Awards   | Mejor película                                 |                                                                              | Nominado  |
| 2013 | Kansas City Film Critics Circle                | Mejor película                                 |                                                                              | Ganadora  |
| 2013 | Kansas City Film Critics Circle                | Mejor guion original                           | Paul Thomas Anderson                                                         | Ganador   |
| 2013 | Kansas City Film Critics Circle                | Mejor actor de reparto                         | Philip Seymour Hoffman                                                       | Ganador   |
| 2013 | London Critics' Circle Awards                  | Mejor película del año                         |                                                                              | Nominada  |
| 2013 | London Critics' Circle Awards                  | Actor del año                                  | Joaquin Phoenix                                                              | Nominado  |
| 2013 | London Critics' Circle Awards                  | Director del año                               | Paul Thomas Anderson                                                         | Nominado  |
| 2013 | London Critics' Circle Awards                  | Guionista del año                              | Paul Thomas Anderson                                                         | Nominado  |
| 2013 | London Critics' Circle Awards                  | Actor de reparto del año                       | Philip Seymour Hoffman                                                       | Nominado  |
| 2013 | London Critics' Circle Awards                  | Actriz de reparto del año                      | Amy Adams                                                                    | Nominada  |
| 2013 | London Critics' Circle Awards                  | Logro técnico del año (diseño de producción)   | Jack Fisk David Crank                                                        | Nominados |
| 2013 | National Society of Film Critics               | Mejor película                                 |                                                                              | Nominado  |
| 2013 | National Society of Film Critics               | Mejor director                                 | Paul Thomas Anderson                                                         | Nominado  |
| 2013 | National Society of Film Critics               | Mejor actor                                    | Joaquin Phoenix                                                              | Nominado  |
| 2013 | National Society of Film Critics               | Mejor actor de reparto                         | Philip Seymour Hoffman                                                       | Nominado  |
| 2013 | National Society of Film Critics               | Mejor actriz de reparto                        | Amy Adams                                                                    | Ganadora  |
| 2013 | National Society of Film Critics               | Mejor guion                                    | Paul Thomas Anderson                                                         | Nominado  |
| 2013 | National Society of Film Critics               | Mejor fotografía                               | Mihai Malăimare Jr.                                                          | Ganador   |
| 2013 | Online Film Critics Society                    | Mejor película                                 |                                                                              | Nominado  |
| 2013 | Online Film Critics Society                    | Mejor director                                 | Paul Thomas Anderson                                                         | Ganador   |
| 2013 | Online Film Critics Society                    | Mejor actor                                    | Joaquin Phoenix                                                              | Nominado  |
| 2013 | Online Film Critics Society                    | Mejor actor de reparto                         | Philip Seymour Hoffman                                                       | Ganador   |
| 2013 | Online Film Critics Society                    | Mejor actriz de reparto                        | Amy Adams                                                                    | Nominada  |
| 2013 | Online Film Critics Society                    | Mejor guion original                           | Paul Thomas Anderson                                                         | Nominado  |
| 2013 | Online Film Critics Society                    | Mejor edición                                  | Peter McNulty Leslie Jones                                                   | Nominados |
| 2013 | Online Film Critics Society                    | Mejor fotografía                               | Mihai Malăimare Jr.                                                          | Nominado  |
| 2013 | Screen Actors Guild Awards                     | Mejor actor de reparto                         | Philip Seymour Hoffman                                                       | Nominado  |
| 2013 | Toronto Film Critics Association               | Mejor película                                 |                                                                              | Ganador   |
| 2013 | Toronto Film Critics Association               | Mejor director                                 | Paul Thomas Anderson                                                         | Ganador   |
| 2013 | Toronto Film Critics Association               | Mejor actor                                    | Joaquin Phoenix                                                              | Nominado  |
| 2013 | Toronto Film Critics Association               | Mejor actor de reparto                         | Philip Seymour Hoffman                                                       | Ganador   |
| 2013 | Toronto Film Critics Association               | Mejor actriz de reparto                        | Amy Adams                                                                    | Nominada  |
| 2013 | Toronto Film Critics Association               | Mejor guion original                           | Paul Thomas Anderson                                                         | Ganador   |
| 2013 | Vancouver Film Critics Circle                  | Mejor película                                 |                                                                              | Nominada  |
| 2013 | Vancouver Film Critics Circle                  | Mejor actor                                    | Joaquin Phoenix                                                              | Ganador   |
| 2013 | Vancouver Film Critics Circle                  | Mejor actor de reparto                         | Philip Seymour Hoffman                                                       | Ganador   |
| 2013 | Vancouver Film Critics Circle                  | Mejor actriz de reparto                        | Amy Adams                                                                    | Ganadora  |
| 2012 | Festival Internacional de Cine de Venecia      | León de Oro                                    | Paul Thomas Anderson                                                         | Nominado  |
| 2012 | Festival Internacional de Cine de Venecia      | León de Plata a la mejor dirección             | Paul Thomas Anderson                                                         | Ganador   |
| 2012 | Festival Internacional de Cine de Venecia      | Copa Volpi                                     | Joaquin Phoenix Philip Seymour Hoffman                                       | Ganadores |
| 2012 | Premios Satellite                              | Mejor guion original                           | Paul Thomas Anderson                                                         | Nominado  |
| 2012 | Premios Satellite                              | Mejor banda sonora                             | Jonny Greenwood                                                              | Nominado  |
| 2012 | Premios Satellite                              | Mejor dirección de arte y diseño de producción | David Crank Jack Fisk                                                        | Nominados |
| 2012 | Gotham Awards                                  | Mejor película                                 | Paul Thomas Anderson Megan Ellison JoAnne Sellar Daniel Lupi                 | Nominados |
| 2012 | Asociación de críticos de cine de Austin       | Mejor película                                 |                                                                              | Nominada  |
| 2012 | Asociación de críticos de cine de Austin       | Mejor director                                 | Paul Thomas Anderson                                                         | Ganador   |
| 2012 | Asociación de críticos de cine de Austin       | Mejor actor                                    | Joaquin Phoenix                                                              | Ganador   |
| 2012 | Asociación de críticos de cine de Austin       | Mejor fotografía                               | Mihai Malaimare Jr.                                                          | Ganador   |
| 2012 | Boston Society of Film Critics                 | Mejor director                                 | Paul Thomas Anderson                                                         | Nominado  |
| 2012 | Boston Society of Film Critics                 | Mejor fotografía                               | Mihai Malaimare Jr.                                                          | Ganador   |
| 2012 | Asociación de Críticos de Cine de Chicago      | Mejor película                                 |                                                                              | Nominada  |
| 2012 | Asociación de Críticos de Cine de Chicago      | Mejor director                                 | Paul Thomas Anderson                                                         | Nominado  |
| 2012 | Asociación de Críticos de Cine de Chicago      | Mejor actor                                    | Joaquin Phoenix                                                              | Nominado  |
| 2012 | Asociación de Críticos de Cine de Chicago      | Mejor actor de reparto                         | Philip Seymour Hoffman                                                       | Ganador   |
| 2012 | Asociación de Críticos de Cine de Chicago      | Mejor actriz de reparto                        | Amy Adams                                                                    | Ganadora  |
| 2012 | Asociación de Críticos de Cine de Chicago      | Mejor guion original                           | Paul Thomas Anderson                                                         | Nominado  |
| 2012 | Asociación de Críticos de Cine de Chicago      | Mejor fotografía                               | Mihai Malăimare Jr.                                                          | Ganador   |
| 2012 | Asociación de Críticos de Cine de Chicago      | Mejor banda sonora                             | Jonny Greenwood                                                              | Ganador   |
| 2012 | Asociación de Críticos de Cine de Chicago      | Mejor dirección artística                      |                                                                              | Nominada  |
| 2012 | Asociación de Críticos de Cine de Chicago      | Mejor edición                                  | Lesile Jones Peter McNaulty                                                  | Nominados |
| 2012 | Dallas-Fort Worth Film Critics Association     | Mejor película                                 |                                                                              | Nominada  |
| 2012 | Dallas-Fort Worth Film Critics Association     | Mejor actor                                    | Joaquin Phoenix                                                              | Nominado  |
| 2012 | Dallas-Fort Worth Film Critics Association     | Mejor actor de reparto                         | Philip Seymour Hoffman                                                       | Nominado  |
| 2012 | Dallas-Fort Worth Film Critics Association     | Mejor actriz de reparto                        | Amy Adams                                                                    | Nominada  |
| 2012 | Dallas-Fort Worth Film Critics Association     | Mejor guion                                    | Paul Thomas Anderson                                                         | Nominado  |
| 2012 | Dallas-Fort Worth Film Critics Association     | Mejor fotografía                               | Mihai Malăimare Jr.                                                          | Nominado  |
| 2012 | Florida Film Critics Circle Awards             | Mejor actor de reparto                         | Philip Seymour Hoffman                                                       | Ganador   |
| 2012 | Festival de Cine de Hollywood                  | Mejor actriz de reparto                        | Amy Adams (también por On the Road y Trouble with the curve)                 | Ganadora  |
| 2012 | Las Vegas Film Critics Society Awards          | Mejor película                                 |                                                                              | Nominada  |
| 2012 | Asociación de Críticos de Cine de Los Ángeles  | Mejor película                                 |                                                                              | Nominada  |
| 2012 | Asociación de Críticos de Cine de Los Ángeles  | Mejor director                                 | Paul Thomas Anderson                                                         | Ganador   |
| 2012 | Asociación de Críticos de Cine de Los Ángeles  | Mejor actor                                    | Joaquin Phoenix                                                              | Ganador   |
| 2012 | Asociación de Críticos de Cine de Los Ángeles  | Mejor actriz de reparto                        | Amy Adams                                                                    | Ganadora  |
| 2012 | Asociación de Críticos de Cine de Los Ángeles  | Mejor fotografía                               | Mihai Malăimare Jr.                                                          | Nominado  |
| 2012 | Asociación de Críticos de Cine de Los Ángeles  | Mejor banda sonora                             | Jonny Greenwood                                                              | Nominado  |
| 2012 | Asociación de Críticos de Cine de Los Ángeles  | Mejor diseño de producción                     | David Crank Jack Fisk                                                        | Ganadores |
| 2012 | New York Film Critics Circle Awards            | Mejor película                                 |                                                                              | Nominada  |
| 2012 | New York Film Critics Circle Awards            | Mejor director                                 | Paul Thomas Anderson                                                         | Nominado  |
| 2012 | New York Film Critics Circle Awards            | Mejor actor                                    | Joaquin Phoenix                                                              | Nominado  |
| 2012 | New York Film Critics Circle Awards            | Mejor fotografía                               | Mihai Malăimare Jr.                                                          | Nominado  |
| 2012 | Premio Cinema Ludus                            | Mejor película                                 | The Master (recibe Mención de Honor para mejor película)                     | Nominada  |
| 2012 | Premio Cinema Ludus                            | Mejor película no distribuida                  | The Master                                                                   | Ganadora  |
| 2012 | Premio Cinema Ludus                            | Mejor director película no distribuida         | Paul Thomas Anderson (también para Steven Spielberg con la película Lincoln) | Ganador   |
| 2012 | Premio Cinema Ludus                            | Mejor guion película no distribuida            | Paul Thomas Anderson                                                         | Ganador   |
| 2012 | Premios Phoenix Film Critics Society           | Mejor actor                                    | Joaquin Phoenix                                                              | Nominado  |
| 2012 | Premios Phoenix Film Critics Society           | Mejor actor de reparto                         | Philip Seymour Hoffman                                                       | Nominado  |
| 2012 | Premios Phoenix Film Critics Society           | Mejor guion original                           | Paul Thomas Anderson                                                         | Nominado  |
| 2012 | San Diego Film Critics Society                 | Mejor película                                 |                                                                              | Nominada  |
| 2012 | San Diego Film Critics Society                 | Mejor director                                 | Paul Thomas Anderson                                                         | Nominado  |
| 2012 | San Diego Film Critics Society                 | Mejor actor                                    | Joaquin Phoenix                                                              | Nominado  |
| 2012 | San Diego Film Critics Society                 | Mejor actor de reparto                         | Philip Seymour Hoffman                                                       | Nominado  |
| 2012 | San Diego Film Critics Society                 | Mejor actriz de reparto                        | Amy Adams                                                                    | Nominada  |
| 2012 | San Diego Film Critics Society                 | Mejor guion original                           | Paul Thomas Anderson                                                         | Ganador   |
| 2012 | San Diego Film Critics Society                 | Mejor fotografía                               | Mihai Malăimare Jr.                                                          | Nominado  |
| 2012 | San Diego Film Critics Society                 | Mejor banda sonora                             | Jonny Greenwood                                                              | Ganador   |
| 2012 | San Diego Film Critics Society                 | Mejor edición                                  | Leslie Jones Peter McNulty                                                   | Nominados |
| 2012 | San Francisco Film Critics Circle              | Mejor actor                                    | Joaquin Phoenix                                                              | Ganador   |
| 2012 | Southeastern Film Critics Association          | Mejor película                                 |                                                                              | Nominada  |
| 2012 | Southeastern Film Critics Association          | Mejor actor                                    | Joaquin Phoenix                                                              | Nominado  |
| 2012 | Southeastern Film Critics Association          | Mejor actor de reparto                         | Philip Seymour Hoffman                                                       | Ganador   |
| 2012 | Washington D. C. Area Film Critics Association | Mejor director                                 | Paul Thomas Anderson                                                         | Nominado  |
| 2012 | Washington D. C. Area Film Critics Association | Mejor actor                                    | Joaquin Phoenix                                                              | Nominado  |
| 2012 | Washington D. C. Area Film Critics Association | Mejor actor de reparto                         | Philip Seymour Hoffman                                                       | Ganador   |
| 2012 | Washington D. C. Area Film Critics Association | Mejor actriz de reparto                        | Amy Adams                                                                    | Nominada  |
| 2012 | Washington D. C. Area Film Critics Association | Mejor guion original                           | Paul Thomas Anderson                                                         | Nominado  |
| 2012 | Washington D. C. Area Film Critics Association | Mejor fotografía                               | Mihai Malăimare Jr.                                                          | Nominado  |
| 2012 | Washington D. C. Area Film Critics Association | Mejor banda sonora                             | Jonny Greenwood                                                              | Ganador   |